# Delfim Modesto Brandão

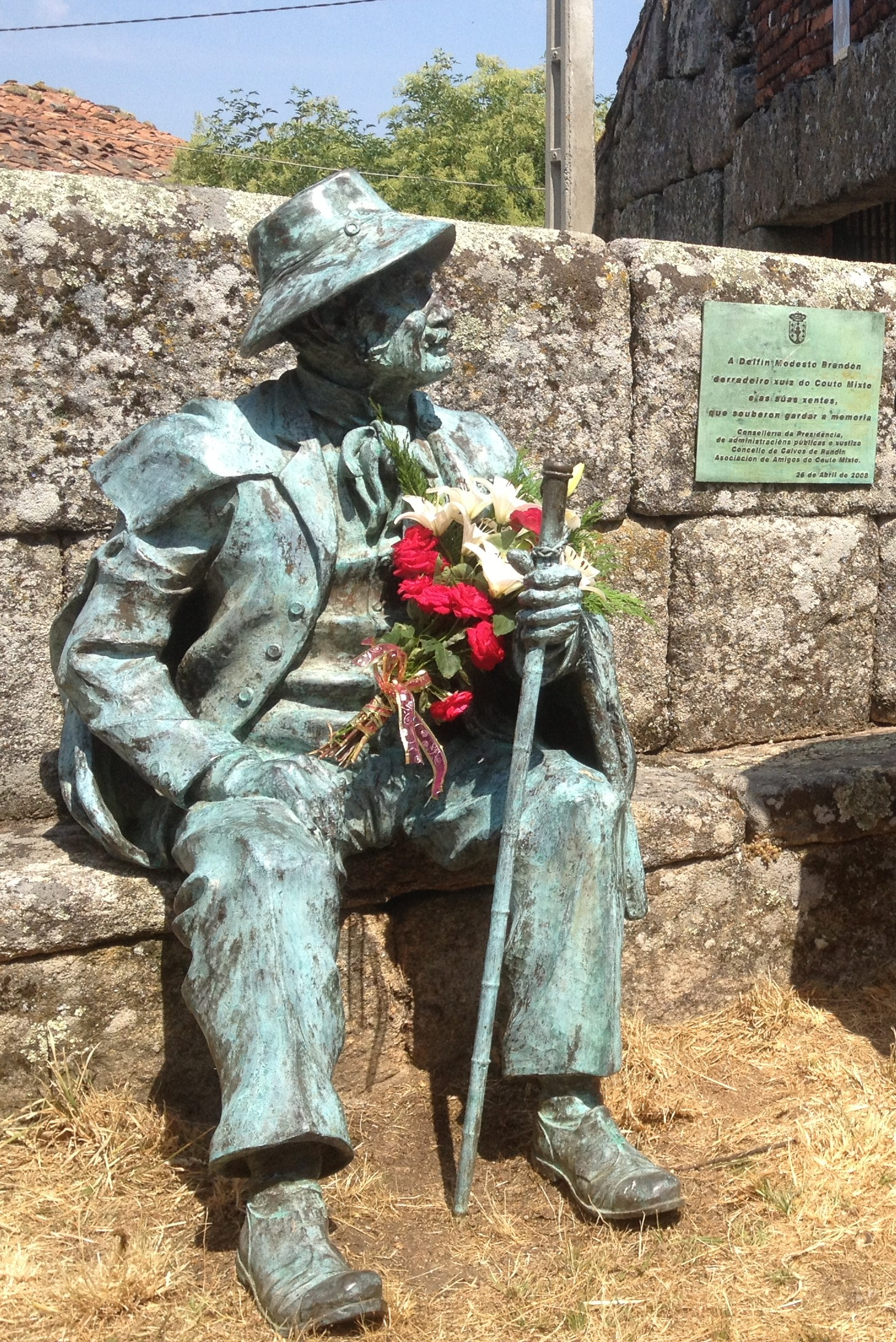
Estátua de Delfim Modesto Brandão

Delfim Modesto Brandão nascido em Tourém (Montalegre) em 1835, foi o penúltimo juiz ou presidente da câmara (Chefe de Estado) do Couto Misto, de acordo com as suas memórias.

## Trajetória
Mudou-se para o Couto Misto e assumiu o cargo de juiz em janeiro de 1863, sendo eleito para pôr fim aos abusos contínuos e violações da soberania por parte das autoridades portuguesas e espanholas. Renunciou ao cargo quando a partição e anexação do território era iminente. Foi sucedido por um último juiz, que rematou o seu mandato com a partição e anexação formal do território, entre Espanha e o Reino de Portugal, a 23 de junho de 1868.
Entre 1881 e 1885 serviu na administração postal espanhola em Aguadilla, Porto Rico.
Em 1904 completou um livro de memória onde conta as últimas décadas do Couto Misto até a sua extinção. Estas memórias foram publicadas em espanhol no 1907 como Interessante Historieta dele Coto Misto.

### Outros artigos
- Couto Misto
- Tratado de Lisboa (1864)